# W-Torpedoboote (1884)
SMS W 1 bis SMS W 6 waren Torpedoboote I. Klasse der deutschen Kaiserlichen Marine. Diese erhielten kurz die Bezeichnung Nr. XII bis Nr. XVII und dann wieder die Bezeichnung W 1 bis W 6.

## Technische Daten
Der Rumpf der W-Torpedoboote von 1884 bestand aus einem Querspantbau-Stahlbau. Die stehende drei Zylinder dreifach Expansionsdampfmaschine konnte bei voller Abladung des Bootes unter anderem mit maximal 11,5 Tonnen Kohlen 1200 sm bei 10 Knoten zurücklegen. Der Lok-Kessel konnte 10 atü zur Verfügung stellen. Zusätzlich stand noch ein Segel mit 6,5 Quadratmetern Fläche zur Verfügung. Die W-Torpedoboote besaßen einen ovalen Schornstein und ein einziehbares Bugruder.
Später wurde bei den W-Torpedobooten ein Kommandoturm anstelle des hinteren Ventilatorenpaares eingebaut. 1903 wurde für die Überführung in den Minenräumdienst bei W 1 bis W 5 eine Abdeckung des Rudergeschirrs als Plattform für das Überbordsetzens des Suchgerätes eingebaut. Zusätzlich erfolgte der Einbau einer Leinenwinde.

## W 1
Der Stapellauf des Bootes erfolgte am 22. April 1884 als W 1, wobei kurze Zeit später die Bezeichnung Nr. XII verwendet wurde. Am 25. November 1884 erfolgte die Indienststellung als W 1. Es wurde als Schul- und Hafenboot eingesetzt. Am 20. Oktober 1885 erfolgte in Kiel eine zwischenzeitliche Außerdienststellung. Es wurde am 30. Januar 1899 aus der Liste der Kriegsschiffe gestrichen und wurde anschließend Zielboot genutzt. Etwa um 1910 wurde das Boot abgebrochen.

## W 2
Der Stapellauf des Bootes erfolgte am 1. Mai 1884 als W 2, wobei kurze Zeit später die Bezeichnung Nr. XIII verwendet wurde. Am 25. November 1884 erfolgte die Indienststellung als W 2. Das Boot wurde als Schul- und Hafenboot eingesetzt. Es wurde am 30. Januar 1899 aus der Liste der Kriegsschiffe gestrichen und wurde anschließend Wachboot der Marinestation der Ostsee. Am 9. März 1911 wurde das Boot zum Verkauf freigegeben.

## W 3
Der Stapellauf des Bootes erfolgte am 13. Mai 1884 als W 3, wobei kurze Zeit später die Bezeichnung Nr. XIV verwendet wurde. Am 25. November 1884 erfolgte die Indienststellung als W 3. Es wurde als Schul- und Hafenboot eingesetzt. Am 22. August 1885 erfolgte in Danzig gemeinsam mit W 5 eine zwischenzeitliche Außerdienststellung. Es wurde am 30. Januar 1899 aus der Liste der Kriegsschiffe gestrichen und wurde anschließend Wachboot der Marinestation der Ostsee. Am 9. März 1911 wurde das Boot zum Verkauf freigegeben.

## W 4
Der Stapellauf des Bootes erfolgte am 24. Mai 1884 als W 4, wobei kurze Zeit später die Bezeichnung Nr. XV verwendet wurde. Am 25. November 1884 erfolgte die Indienststellung als W 4. Es wurde als Schul- und Hafenboot eingesetzt. Es wurde am 30. Januar 1899 aus der Liste der Kriegsschiffe gestrichen und wurde anschließend Wachboot der Marinestation der Ostsee. Am 31. Januar 1911 wurde das Boot zum Verkauf freigegeben.

## W 5
Der Stapellauf des Bootes erfolgte am 31. Mai 1884 als W 5, wobei kurze Zeit später die Bezeichnung Nr. XVI verwendet wurde. Am 25. November 1884 erfolgte die Indienststellung als W 5. Es wurde als Schul- und Hafenboot eingesetzt. Das Boot wurde am 30. Januar 1899 aus der Liste der Kriegsschiffe gestrichen und wurde anschließend Wachboot der Marinestation der Ostsee. Am 22. August 1885 erfolgte in Danzig gemeinsam mit W 3 eine zwischenzeitliche Außerdienststellung. Am 6. April 1909 wurde das Boot zum Verkauf freigegeben.

## W 6
Der Stapellauf des Bootes erfolgte am 31. Mai 1884 als W 6, wobei kurze Zeit später die Bezeichnung Nr. XVII verwendet wurde. Am 25. November 1884 erfolgte die Indienststellung als W 6. Es wurde als Schul- und Hafenboot eingesetzt. Es wurde am 30. Januar 1899 aus der Liste der Kriegsschiffe gestrichen und wurde anschließend Wachboot der Marinestation der Ostsee. Ab dem 5. Juli 1904 erfolgte der Einsatz des Bootes als Tender unter dem neuen Namen Helga. Der Einsatz war beim Kommandanten von Helgoland. Am 26. Juni 1910 wurde das Boot zum Verkauf freigegeben. und 1912 wurde es abgebrochen.